# Antepipona agnata
Antepipona agnata är en stekelart som beskrevs av Gusenleitner 2005. Antepipona agnata ingår i släktet Antepipona och familjen Eumenidae. Inga underarter finns listade i Catalogue of Life.